# Jane Dee Hull
Jane Dee Hull, född Jane Dee Bowersock den 8 augusti 1935 i Kansas City, i Missouri, död 16 april 2020 i Phoenix i Arizona, var en amerikansk republikansk politiker. Hon var Arizonas guvernör 1997–2003. Hon var den andra kvinnliga guvernören i delstatens historia.

## Biografi
Jane Dee Hull avlade sin grundexamen i pedagogik vid University of Kansas. Hon blev 1978 invald i Arizonas representanthus. Där avancerade hon till första kvinnliga talman i Arizonas historia. Hon tjänstgjorde som Arizona Secretary of State 1995–1997. Hon tillträdde som Arizonas guvernör efter att Fife Symington tvingades avgå. Hull vann sedan 1998 års guvernörsval, första gången en kvinnlig kandidat vann ett guvernörsval i Arizonas historia.